# Нова-Ловча
Нова-Ловча (болг. Нова Ловча) — село в Благоевградской области Болгарии. Входит в состав общины Хаджидимово. Находится примерно в 16 км к юго-западу от центра города Хаджидимово и примерно в 85 км к юго-востоку от центра города Благоевград. По данным переписи населения 2011 года, в селе  проживало 68 человек, преобладающая национальность — болгары.

## Население
| Год     | 1934 | 1946 | 1956 | 1965 | 1975 | 1985 | 1992 | 2001 | 2011 |
| ------- | ---- | ---- | ---- | ---- | ---- | ---- | ---- | ---- | ---- |
| Жителей | 396  | 543  | 475  | 430  | 274  | 166  | 215  | 99   | 68   |

|  |